# Ronny Vanmarcke
Ronny Vanmarcke (nascido em 2 de outubro de 1947) é um ex-ciclista belga. Competiu como representante de seu país nos Jogos Olímpicos de Verão de 1968, onde a equipe belga terminou em quinto lugar na prova de perseguição por equipes de 4 km.